# 1524
Il 1524 (MDXXIV in numeri romani) è un anno bisestile del XVI secolo.

## Eventi
- 30 aprile – Battaglia del Sesia. Le forze spagnole comandate da Carlo de Lannoy sconfiggono l'esercito francese comandato da Guillaume de Bonnivet. I francesi, ora comandati da François de St. Pol, si ritirano dall'Italia.
- Agosto-settembre – Assedio di Marsiglia da parte delle forze imperiali guidate da Carlo III di Borbone-Montpensier.
- Settembre – Erasmo da Rotterdam pubblica il De libero arbitrio nel quale respinge la dottrina luterana della predestinazione.
- 28 ottobre – Un esercito francese invade l'Italia e assedia Pavia.
- 8 dicembre – Francisco Hernández de Córdoba fonda la città di Granada (Nicaragua), la più vecchia città ispanica sulla terraferma dell'emisfero occidentale.
- Giovanni da Verrazzano è il primo europeo ad avvistare l'isola di Manhattan, la futura New York. La Francia con il toscano Giovanni da Verrazzano cercò senza successo un passaggio per l'Oriente da nord-est.
- Guerra dei contadini tedeschi in Germania (1524-1525).
- Q'umarkaj, capitale dei Maya Quiché, cade in mano ai Conquistadores spagnoli.

### America
- 19 marzo – L'esploratore italiano Giovanni da Verrazzano (con il permesso del re di Francia Francesco I) comincia l'esplorazione della costa della Carolina.
- 17 aprile – Giovanni da Verazzano continua la navigazione verso nord e si inoltra nella baia di New York e del fiume Hudson. Successivamente procede verso est nella baia di Narragansett e la Nuova Scozia prima di ritornare in Francia.

## Nati

### Febbraio
- 17 febbraio - Carlo di Lorena, cardinale e arcivescovo cattolico francese († 1574)
- 26 febbraio - Giorgio Corner, vescovo cattolico italiano († 1578)

### Marzo
- 17 marzo - Giovanni Francesco Commendone, cardinale e vescovo cattolico italiano († 1584)

### Aprile
- 22 aprile - Pietro Fauno, vescovo cattolico italiano († 1592)

### Maggio
- 28 maggio - Selim II, sultano ottomano († 1574)

### Giugno
- 12 giugno - Achille Stazio, umanista e scrittore portoghese († 1581)

### Agosto
- 23 agosto - François Hotman, giurista francese († 1590)

### Settembre
- 7 settembre - Thomas Erastus, teologo e medico svizzero († 1583)
- 11 settembre - Pierre de Ronsard, poeta francese († 1585)
- 21 settembre - Bernardo Canigiani, letterato e ambasciatore italiano († 1604)

### Ottobre
- 4 ottobre - Francisco Vallés, medico e scrittore spagnolo († 1592)
- 9 ottobre - Ottavio Farnese, duca († 1586)
- 14 ottobre - Elisabetta di Danimarca, principessa danese († 1586)
- 16 ottobre - Nicola di Lorena, nobile francese († 1577)

### Novembre
- 12 novembre - Diego de Landa, vescovo cattolico spagnolo († 1579)

### Dicembre
- 23 dicembre - Pierantonio Bandini, banchiere, mercante e nobile italiano († 1592)

### Senza giorno specificato
- Venceslao III Adamo di Teschen, duca († 1579)
- Giovanni Matteo Asola, compositore italiano († 1609)
- Andrea Bacci, filosofo, medico e scrittore italiano († 1600)
- Rodrigo Luis de Borja y de Castro-Pinós, cardinale spagnolo († 1537)
- Cunegonda di Brandeburgo-Bayreuth, principessa tedesca († 1558)
- Dorothy Bray, nobildonna inglese († 1605)
- Genesio Bresciani, ingegnere italiano († 1610)
- Andrea Calamech, architetto e scultore italiano († 1589)
- Girolamo Caluschi, presbitero e predicatore italiano († 1584)
- Antonio Campi, pittore, storico e architetto italiano († 1587)
- Giulio Canani, cardinale e vescovo cattolico italiano († 1592)
- Catherine Carey, nobile († 1569)
- Emilia Cauzzi Gonzaga, nobildonna italiana († 1573)
- Paolo Farinati, pittore, incisore e architetto italiano († 1606)
- Armand de Gontaut-Biron, militare francese († 1592)
- Kanamori Nagachika, militare giapponese († 1608)
- Guillaume Le Bé, incisore e tipografo francese († 1598)
- Juan López, vescovo cattolico, scrittore e storico spagnolo († 1632)
- Juan de Mal Lara, scrittore spagnolo († 1571)
- Ascanio Mari, orafo italiano
- Giuseppe Nasi, diplomatico portoghese († 1579)
- Plautilla Nelli, religiosa e pittrice italiana († 1588)
- Feliciano Ninguarda, vescovo cattolico e teologo italiano († 1595)
- Ludwig Pfyffer, condottiero e politico svizzero († 1594)
- Cipriano Piccolpasso, architetto, storico e ceramista italiano († 1579)
- Pedro Plaza y Moraza, giurista spagnolo († 1564)
- David de Pomis, linguista, medico e filosofo italiano († 1594)
- Sigismondo de' Rossi, generale e condottiero italiano († 1580)
- Scipione Simonetta, nobile e politico italiano († 1584)
- Lucy Somerset, nobildonna inglese († 1583)
- John Spencer, politico e nobile inglese († 1586)
- William Thomas, storico britannico († 1554)
- Giulio Todeschini, architetto italiano
- Petruccio Ubaldini, storico e miniatore italiano († 1600)
- Francesco de' Vieri, filosofo italiano († 1591)
- Yamagata Masakage, generale giapponese († 1575)
- Lorenzo Zacchia, pittore e incisore italiano († 1587)
- Diego de los Cobos y Mendoza, nobile e politico spagnolo († 1575)

## Morti

### Gennaio
- 5 gennaio - Marco Marulo, poeta e umanista dalmata (n. 1450)
- 5 gennaio - Bernardo Zane, arcivescovo cattolico e poeta italiano
- 19 gennaio - Gian Giacomo Caprotti, pittore italiano (n. 1480)
- 19 gennaio - Radu VI Bădica, principe
- 22 gennaio - Girolamo Redini, religioso italiano
- 24 gennaio - Didrik Slagheck, arcivescovo cattolico danese

### Febbraio
- 10 febbraio - Caterina di Sassonia, nobile tedesca (n. 1468)
- 11 febbraio - Isabella d'Aragona, duchessa (n. 1470)

### Marzo
- 8 marzo - Alessandro Geraldini, vescovo cattolico e umanista italiano (n. 1455)
- 23 marzo - Giulia Farnese, nobildonna italiana (n. 1475)
- 28 marzo - Elisabetta di Hohenzollern, nobile (n. 1451)

### Aprile
- 4 aprile - Aiō Mototsuna, militare giapponese
- 4 aprile - Filiberta di Savoia (n. 1498)
- 19 aprile - Petrus Mosellanus, umanista, filologo e teologo tedesco (n. 1493)
- 30 aprile - Pierre Terrail de Bayard, condottiero e cavaliere medievale francese (n. 1476)

### Maggio
- 3 maggio - Richard Grey, III conte di Kent, nobile inglese (n. 1481)
- 10 maggio - Giovanni d'Albret-Orval, nobile francese
- 17 maggio - Francesco Soderini, cardinale e vescovo cattolico italiano (n. 1453)
- 21 maggio - Thomas Howard, II duca di Norfolk, nobile inglese (n. 1443)
- 23 maggio - Scià Isma'il I, sovrano persiano (n. 1487)
- 31 maggio - Camilla Battista da Varano, religiosa, mistica e umanista italiana (n. 1458)

### Giugno
- 12 giugno - Diego Velázquez de Cuéllar, esploratore spagnolo (n. 1465)
- 15 giugno - Niccolò Fieschi, cardinale e arcivescovo cattolico italiano (n. 1456)
- 27 giugno - Ettore Vernazza, notaio e filantropo italiano

### Luglio
- 9 luglio - Sibilla di Hohenzollern, nobile (n. 1467)
- 10 luglio - Biagio Caropipe, vescovo cattolico italiano (n. 1462)
- 20 luglio - Ginevra Bentivoglio, nobildonna italiana (n. 1493)
- 20 luglio - Claudia di Francia, sovrana (n. 1499)
- 24 luglio - Marco Corner, cardinale e patriarca cattolico italiano (n. 1482)
- 31 luglio - Sebastiano Festa, compositore italiano

### Agosto
- 3 agosto - Bartolomeo Berrettaro, scultore italiano
- 9 agosto - Sigismondo d'Este, nobile italiano (n. 1480)
- 13 agosto - Giovanni Battista Pallavicini, cardinale e vescovo cattolico italiano (n. 1480)

### Settembre
- 13 settembre - Ercole Bentivoglio, politico italiano (n. 1450)
- 18 settembre - Carlotta di Francia, principessa francese (n. 1516)
- 19 settembre - Giovanna Piacenza, badessa italiana (n. 1479)

### Ottobre
- 7 ottobre - Antonio Contarini, patriarca cattolico italiano (n. 1450)
- 20 ottobre - Thomas Linacre, medico e umanista inglese
- 25 ottobre - Thomas FitzAlan, XVII conte di Arundel, nobile inglese (n. 1450)
- 26 ottobre - Filippo II di Waldeck, nobile tedesco (n. 1453)

### Dicembre
- 18 dicembre - Gianfrancesco Gonzaga, nobile italiano (n. 1488)
- 24 dicembre - Vasco da Gama, esploratore portoghese
- 28 dicembre - Johann von Staupitz, abate e teologo tedesco (n. 1465)

### Senza giorno specificato
- Kha'in Ahmed Pascià, politico albanese
- Kaspar Ammon, teologo belga (n. 1450)
- Anna de La Tour d'Auvergne, contessa (n. 1496)
- Giovanni Aurelio Augurelli, umanista, poeta e alchimista italiano (n. 1456)
- Urbano Bolzanio, umanista e grecista italiano (n. 1442)
- Antonio Fasanella, notaio italiano
- Zaccaria Ferreri, vescovo cattolico e poeta italiano (n. 1479)
- Tommaso Fiamberti, scultore italiano
- Juan Rodríguez de Fonseca, vescovo cattolico spagnolo (n. 1451)
- Ottaviano Fregoso, doge italiano (n. 1477)
- Giovanni XIII di Alessandria, vescovo cristiano orientale egiziano
- Girolamo di Benvenuto, pittore italiano (n. 1470)
- Cornelis Hoen, avvocato e teologo olandese (n. 1440)
- Hans Holbein il Vecchio, pittore e incisore tedesco (n. 1460)
- Lorenzo di Ilok, nobile e militare croato (n. 1459)
- Niccolò Leoniceno, medico, botanico e umanista italiano (n. 1428)
- Cristóbal de Olid, spagnolo (n. 1487)
- Joachim Patinir, pittore fiammingo
- Markus Röist, ufficiale svizzero (n. 1454)
- Andrea Solari, pittore italiano
- Cristoforo Solari, scultore e architetto italiano (n. 1468)
- Tiberio d'Assisi, pittore italiano
- Gerolamo Teodoro Trivulzio, nobile e condottiero italiano
- Vasco de la Zarza, scultore spagnolo
- Costanzo da Ferrara, pittore e medaglista italiano (n. 1450)
- Raffaellino del Garbo, pittore italiano (n. 1466)
- Ğazı I Giray (n. 1504)

## Calendario
| Calendario 1524 | Calendario 1524 | Calendario 1524 | Calendario 1524 | Calendario 1524 | Calendario 1524 | Calendario 1524 | Calendario 1524 | Calendario 1524 | Calendario 1524 | Calendario 1524 | Calendario 1524 | Calendario 1524 | Calendario 1524 | Calendario 1524 | Calendario 1524 | Calendario 1524 | Calendario 1524 | Calendario 1524 | Calendario 1524 | Calendario 1524 | Calendario 1524 | Calendario 1524 | Calendario 1524 | Calendario 1524 | Calendario 1524 | Calendario 1524 | Calendario 1524 | Calendario 1524 | Calendario 1524 | Calendario 1524 | Calendario 1524 | Calendario 1524 |
| --------------- | --------------- | --------------- | --------------- | --------------- | --------------- | --------------- | --------------- | --------------- | --------------- | --------------- | --------------- | --------------- | --------------- | --------------- | --------------- | --------------- | --------------- | --------------- | --------------- | --------------- | --------------- | --------------- | --------------- | --------------- | --------------- | --------------- | --------------- | --------------- | --------------- | --------------- | --------------- | --------------- |
|                 | 1               | 2               | 3               | 4               | 5               | 6               | 7               | 8               | 9               | 10              | 11              | 12              | 13              | 14              | 15              | 16              | 17              | 18              | 19              | 20              | 21              | 22              | 23              | 24              | 25              | 26              | 27              | 28              | 29              | 30              | 31              |                 |
| Gennaio         | Ve              | Sa              | Do              | Lu              | Ma              | Me              | Gi              | Ve              | Sa              | Do              | Lu              | Ma              | Me              | Gi              | Ve              | Sa              | Do              | Lu              | Ma              | Me              | Gi              | Ve              | Sa              | Do              | Lu              | Ma              | Me              | Gi              | Ve              | Sa              | Do              |                 |
| Febbraio        | Lu              | Ma              | Me              | Gi              | Ve              | Sa              | Do              | Lu              | Ma              | Me              | Gi              | Ve              | Sa              | Do              | Lu              | Ma              | Me              | Gi              | Ve              | Sa              | Do              | Lu              | Ma              | Me              | Gi              | Ve              | Sa              | Do              | Lu              |                 |                 |                 |
| Marzo           | Ma              | Me              | Gi              | Ve              | Sa              | Do              | Lu              | Ma              | Me              | Gi              | Ve              | Sa              | Do              | Lu              | Ma              | Me              | Gi              | Ve              | Sa              | Do              | Lu              | Ma              | Me              | Gi              | Ve              | Sa              | Do              | Lu              | Ma              | Me              | Gi              |                 |
| Aprile          | Ve              | Sa              | Do              | Lu              | Ma              | Me              | Gi              | Ve              | Sa              | Do              | Lu              | Ma              | Me              | Gi              | Ve              | Sa              | Do              | Lu              | Ma              | Me              | Gi              | Ve              | Sa              | Do              | Lu              | Ma              | Me              | Gi              | Ve              | Sa              |                 |                 |
| Maggio          | Do              | Lu              | Ma              | Me              | Gi              | Ve              | Sa              | Do              | Lu              | Ma              | Me              | Gi              | Ve              | Sa              | Do              | Lu              | Ma              | Me              | Gi              | Ve              | Sa              | Do              | Lu              | Ma              | Me              | Gi              | Ve              | Sa              | Do              | Lu              | Ma              |                 |
| Giugno          | Me              | Gi              | Ve              | Sa              | Do              | Lu              | Ma              | Me              | Gi              | Ve              | Sa              | Do              | Lu              | Ma              | Me              | Gi              | Ve              | Sa              | Do              | Lu              | Ma              | Me              | Gi              | Ve              | Sa              | Do              | Lu              | Ma              | Me              | Gi              |                 |                 |
| Luglio          | Ve              | Sa              | Do              | Lu              | Ma              | Me              | Gi              | Ve              | Sa              | Do              | Lu              | Ma              | Me              | Gi              | Ve              | Sa              | Do              | Lu              | Ma              | Me              | Gi              | Ve              | Sa              | Do              | Lu              | Ma              | Me              | Gi              | Ve              | Sa              | Do              |                 |
| Agosto          | Lu              | Ma              | Me              | Gi              | Ve              | Sa              | Do              | Lu              | Ma              | Me              | Gi              | Ve              | Sa              | Do              | Lu              | Ma              | Me              | Gi              | Ve              | Sa              | Do              | Lu              | Ma              | Me              | Gi              | Ve              | Sa              | Do              | Lu              | Ma              | Me              |                 |
| Settembre       | Gi              | Ve              | Sa              | Do              | Lu              | Ma              | Me              | Gi              | Ve              | Sa              | Do              | Lu              | Ma              | Me              | Gi              | Ve              | Sa              | Do              | Lu              | Ma              | Me              | Gi              | Ve              | Sa              | Do              | Lu              | Ma              | Me              | Gi              | Ve              |                 |                 |
| Ottobre         | Sa              | Do              | Lu              | Ma              | Me              | Gi              | Ve              | Sa              | Do              | Lu              | Ma              | Me              | Gi              | Ve              | Sa              | Do              | Lu              | Ma              | Me              | Gi              | Ve              | Sa              | Do              | Lu              | Ma              | Me              | Gi              | Ve              | Sa              | Do              | Lu              |                 |
| Novembre        | Ma              | Me              | Gi              | Ve              | Sa              | Do              | Lu              | Ma              | Me              | Gi              | Ve              | Sa              | Do              | Lu              | Ma              | Me              | Gi              | Ve              | Sa              | Do              | Lu              | Ma              | Me              | Gi              | Ve              | Sa              | Do              | Lu              | Ma              | Me              |                 |                 |
| Dicembre        | Gi              | Ve              | Sa              | Do              | Lu              | Ma              | Me              | Gi              | Ve              | Sa              | Do              | Lu              | Ma              | Me              | Gi              | Ve              | Sa              | Do              | Lu              | Ma              | Me              | Gi              | Ve              | Sa              | Do              | Lu              | Ma              | Me              | Gi              | Ve              | Sa              |                 |